# المغامرون الثلاثة (فلم)
المغامرون الثلاثة هو فيلم مصري عرض عام 1965، بطولة سعاد حسني وأحمد رمزي وحسن يوسف ومحمد عوض، ومن إخراج حسام الدين مصطفى.

## قصة الفيلم
ثلاثة مراهقون أصدقاء يقضون أوقاتهم في مغامرات ويهملون دراستهم، يتم طلبهم للجيش لأداء الخدمة العسكرية، ينجحون في التدريب ويدرسون أثناء الخدمة. بعد انتهاء الخدمة العسكرية يقررون الاستفادة مما درسوه في الجيش عن طريق الاشتراك في مقاومة الإنجليز في القناة، فتحدث لهم مغامرات أكثر جدية وإثارة.

## طاقم التمثيل
- سعاد حسني: (منى)
- أحمد رمزي: (عصام)
- حسن يوسف: (جلال)
- محمد عوض: (حمودة)
- محمد رضا: (الشاويش خلف)
- عادل أدهم: (شريف صفوت)
- عبد الغني قمر: (عم أيوب)
- محمد حمدي: (الدكتور علي)
- سمير غانم: (مراقب لجنة الامتحان)
- عبد المنعم إسماعيل: (الحاج بيومي - شيخ الحارة)
- محمد أباظة: (والد عصام)
- حسين إسماعيل: (مراهن في سبق الخيل)
- سعد قطب: (شاويش القسم)
- عبد الغني النجدي: (أحد السجناء)
- محمد صبيح: (مسجون مجنون)
- أنور مدكور: (والد جلال)
- كمال الزيني: (طبيب في المعسكر)
- فتحية طاهر: (مديحة اخت عصام)
- إدمون تويما: (مدير الكباريه)
- أحمد أبو عبية: (جرسون)
- فكتوريا كوهين: (مراهنة في السبق)

## فريق العمل
- إخراج: حسام الدين مصطفى
- قصة: عدلي المولد
- سيناريو وحوار: عدلي المولد، بهجت قمر، عبد الفتاح السيد
- مدير التصوير: كمال كريم
- مونتاج: فكري رستم
- إنتاج: جمهورية فيلم
- توزيع داخلي: جمهورية فيلم
- توزيع خارجي: بترا فيلم